# Д (вагон метро)
81-702 или Вагоны метро типа «Д» серийно выпускались в 1955—1963 годах. В 1949 году были построены прототипы «М-5» с номерами 401—406, позже 501—506, позже 601—606, позже 701—706 с присвоением типа «УМ-5», позже 801—806 Мытищинским машиностроительным заводом. Эксплуатировались в Московском метрополитене до июня 1995 года, в Петербургском метрополитене до 1992 года и в Киевском метрополитене до 1969 года (переданы в Ленинград). Также три вагона такого типа использовались в депо Новосибирского метрополитена в качестве служебных (лаборатория СЦБ и её сопровождение). В качестве служебных планировалось использовать вагоны типа «Д» и в Горьковском метрополитене, для чего в ноябре 1986 из Москвы были переданы вагоны № 2064, № 2082 и № 2127; однако вагоны не были использованы по назначению.

## Описание
Основными отличиями от вагонов типа «Г» было существенное уменьшение массы вагона, улучшение электрического оборудования и применённая на этих и последующих вагонах сцепка Шарфенберга. Всего было выпущено 662 вагона этого типа, получивших номера с 807 по 1000 и с 2001 по 2468. На настоящий момент почти все из них списаны и лишь некоторые из них работают в Киевском метрополитене в качестве контактно-аккумуляторного электровоза и путеизмерителя, в Ташкентском и Харьковском метро — в качестве путеизмерителей, в Московском метро один вагон типа «Д» № 2037 и один вагон типа «УМ5» № 806, который до 2008 года работал путеизмерителем, были сохранены для музея вагонов Московского метрополитена. В Петербургском метрополитене остался вагон типа «Д» № 001, эксплуатировавшийся в качестве путеизмерителя и сохранённый как музейный; вагоны типа «Д» № 2468 и № 2277, использовавшиеся в качестве грузовых, вагоны № 2374, № 2467, № 2466, № 2465, № 2462, № 841, № 812, работавшие в качестве контактно-аккумуляторных электровозов были списаны в 2015-16 годах.

## Эксплуатирующие города
- Москва — 1955—1995 (с пассажирами; до конца февраля 1996 года в качестве служебного эксплуатировался вагон № 2407[1])
- Санкт-Петербург — 1955—1992
- Киев — 1960—1969 (в 1969 году были переданы в Ленинград)
- Нижний Новгород — 1986—1993 (как служебные)
- Новосибирск — 1986—1990-е (как служебные)
- Минск — 1996—2004 (в качестве служебного эксплуатировался вагон № 2229[2])

## Сохранившиеся вагоны
На 2024 год известно об 11 сохранившихся в разной степени комплектности вагонах.
- Москва — 3 вагона.
  - УМ5 № 806 — бывший путеизмеритель, музейный вагон.
  - Д № 2037 — музейный вагон.
  - Д № 2050 — некомплектный вагон, в данный момент стоит на тележках вагона типа Еж3, находится в ТЧ-11. Последний оставшийся вагон «сарай» в депо.

- Санкт-Петербург — 3 вагона.
  - Д № 001 (оригинальный номер № 2000) — бывший путеизмеритель, музейный вагон.
  - ЭД-06 — электровоз на базе вагона типа Д, музейный вагон.
  - Д № 823 — бывший вагон восстановительного поезда, находится в ТЧ-1.

- Киев
  - Вагоны «Д» № 818, 828 в качестве служебных и № 2135 (музейный вагон).

- Нижний Новгород
  - Часть вагона «Д» № 2064 выставлена как экспонат. Облик вагона значительно отличается от оригинала[3]

- Новосибирск
  - Вагон «Д» № 844 выставлен в железнодорожном музее.

- Ташкент
  - Вагоны «Д» № 857, № 958 эксплуатируются в качестве служебных.

На территории СНГ остается значительное количество списанных вагонов данной модели в виде сараев и бытовок разной степени сохранности.

## Выпущенные вагоны
Вагон метро типа «М-5» и «УМ-5»
| Год      | Количество выпущенных вагонов | Номера  | Примечания |
| -------- | ----------------------------- | ------- | --- |
| 1949 год | 6                             | 401—406 | 1951 год: вагоны № 401—406 перенумерованы в № 501—506. 1953 год: вагоны № 501—506 перенумерованы в № 601—606. 1953 год: вагоны № 601—606 перенумерованы в № 701—706 с присвоением типа «УМ5». 1955 год: вагоны № 701—706 перенумерованы в № 801—806. |

Вагон метро типа «Д»
| Год      | Количество выпущенных вагонов | Номера              | Примечания                                  |
| -------- | ----------------------------- | ------------------- | ------------------------------------------- |
| 1955 год | 19                            | 807—825             |                                             |
| 1956 год | 70                            | 826—895             |                                             |
| 1957 год | 70                            | 896—965             |                                             |
| 1958 год | 71                            | 966—1000; 2000—2035 | Вагон № 2018 первый вагон в СССР с гофрами. |
| 1959 год | 78                            | 2036—2113           |                                             |
| 1960 год | 85                            | 2114—2198           |                                             |
| 1961 год | 100                           | 2199—2298           |                                             |
| 1962 год | 120                           | 2299—2418           |                                             |
| 1963 год | 50                            | 2419—2468           |                                             |
| Всего:   | 669                           |                     |                                             |

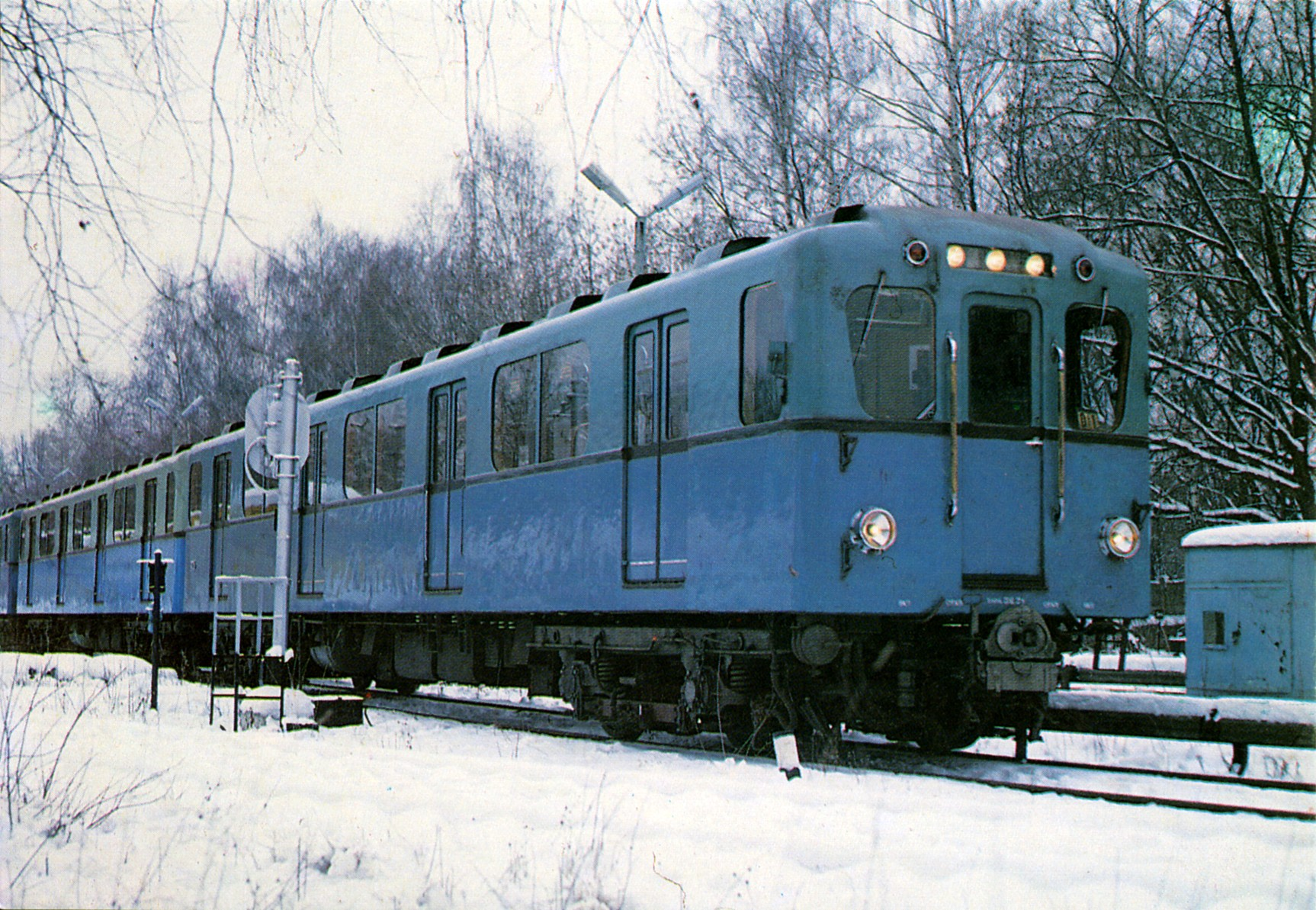
Электропоезд из вагонов типа «Д» в Москве
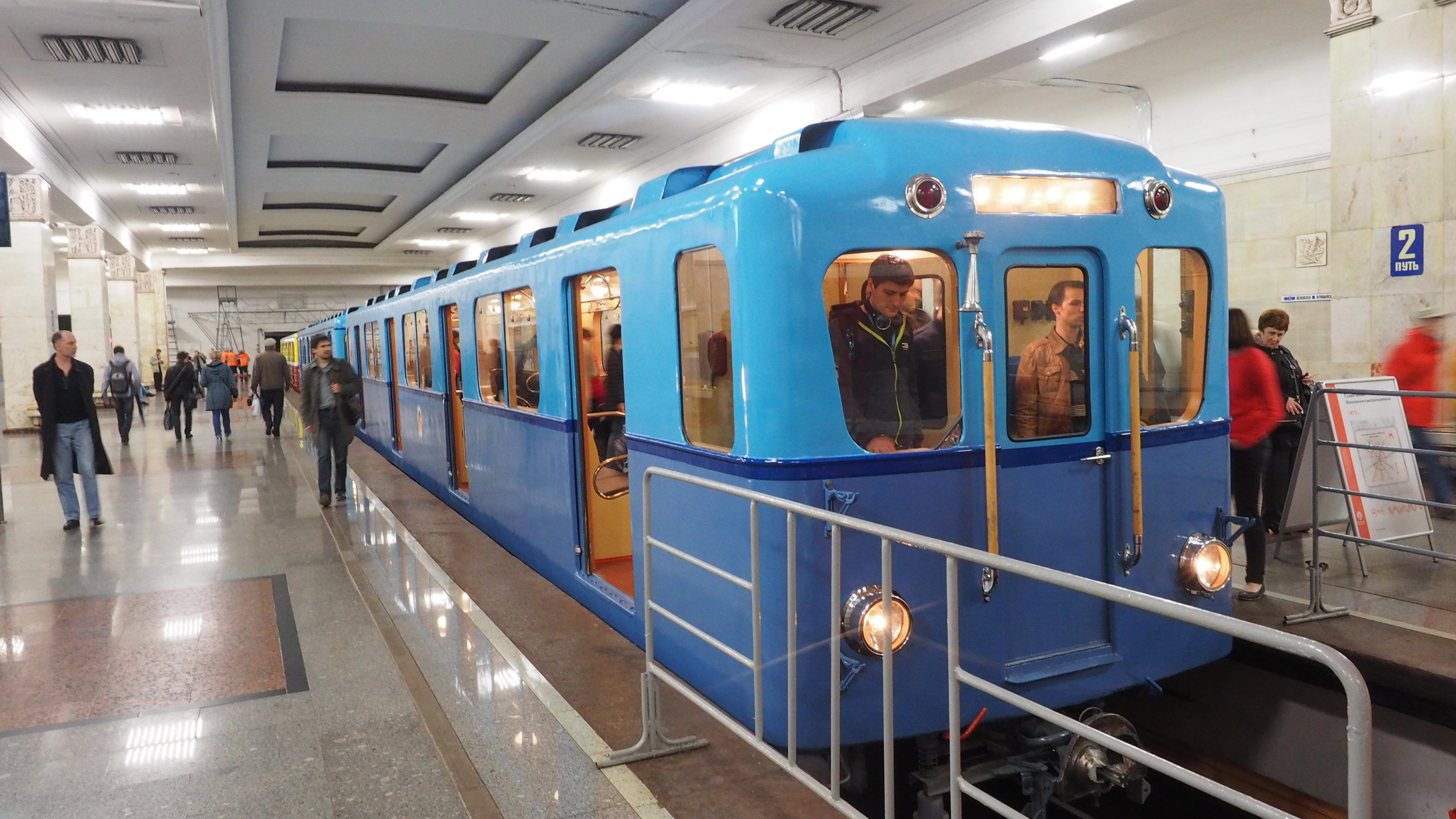
Вагон № 2037 в Москве
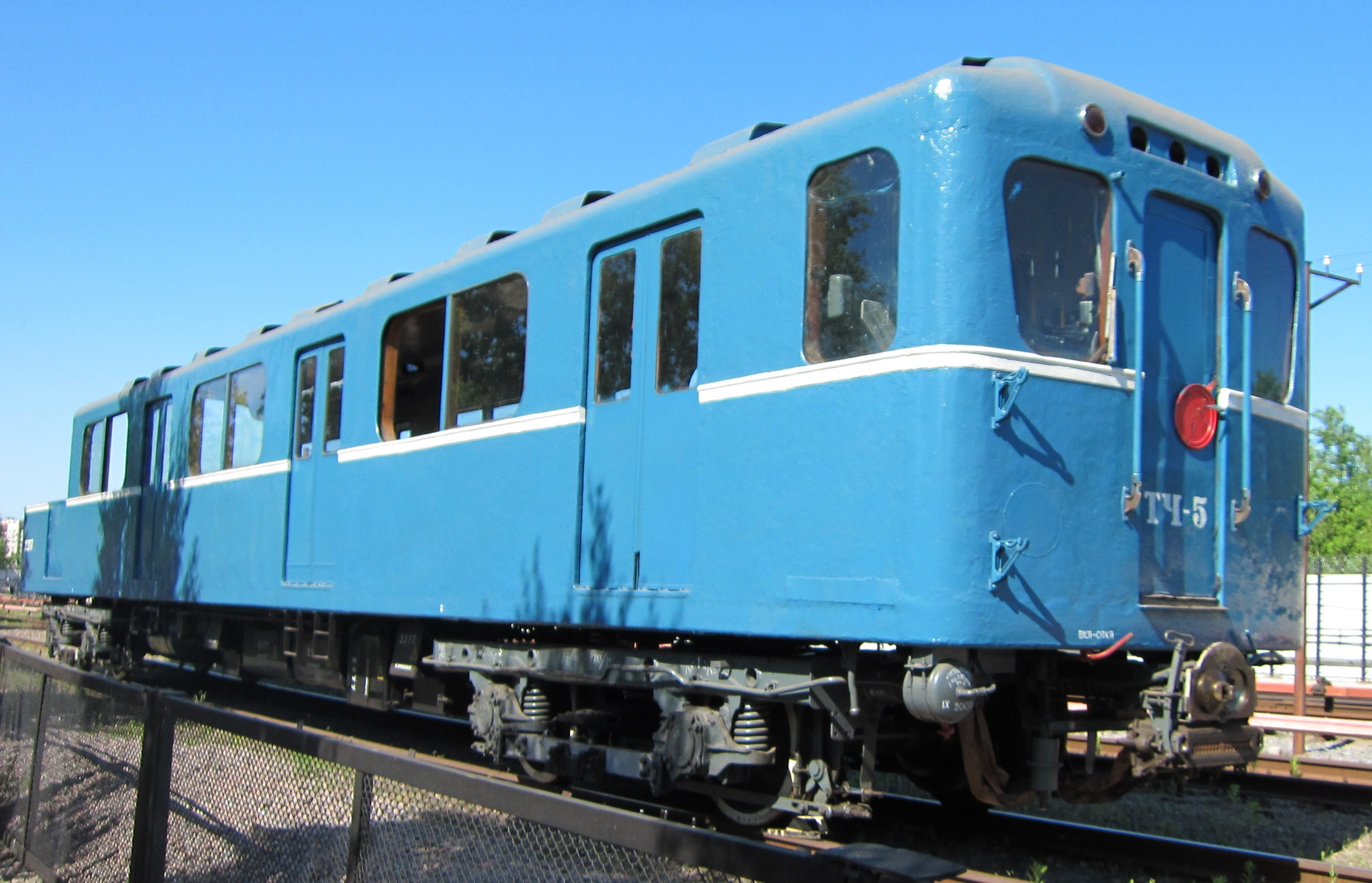
Вагон № 2277 в Петербурге со снятыми буферными фонарями
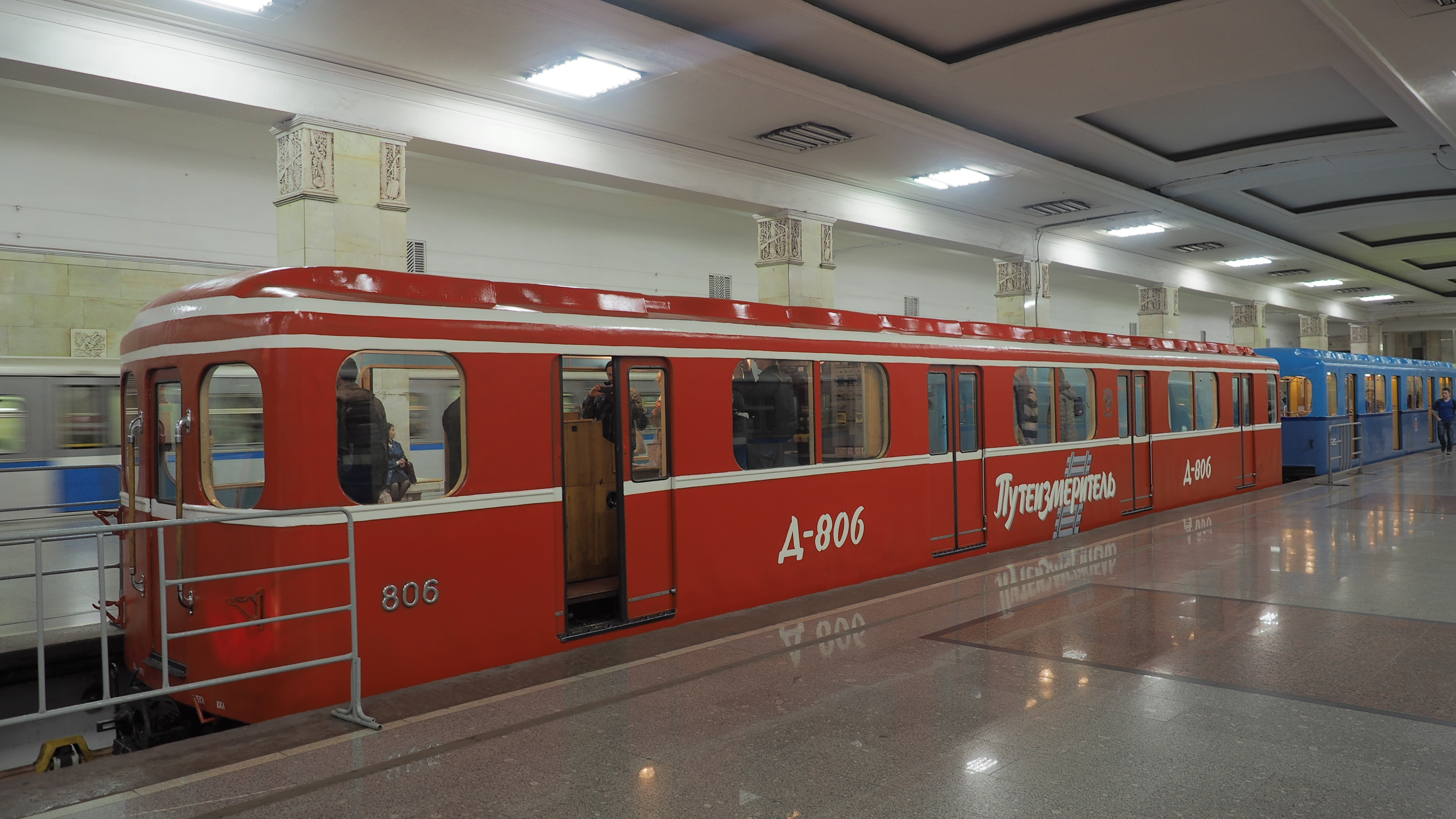
Вагон-путеизмеритель «УМ5» № 806 в Москве
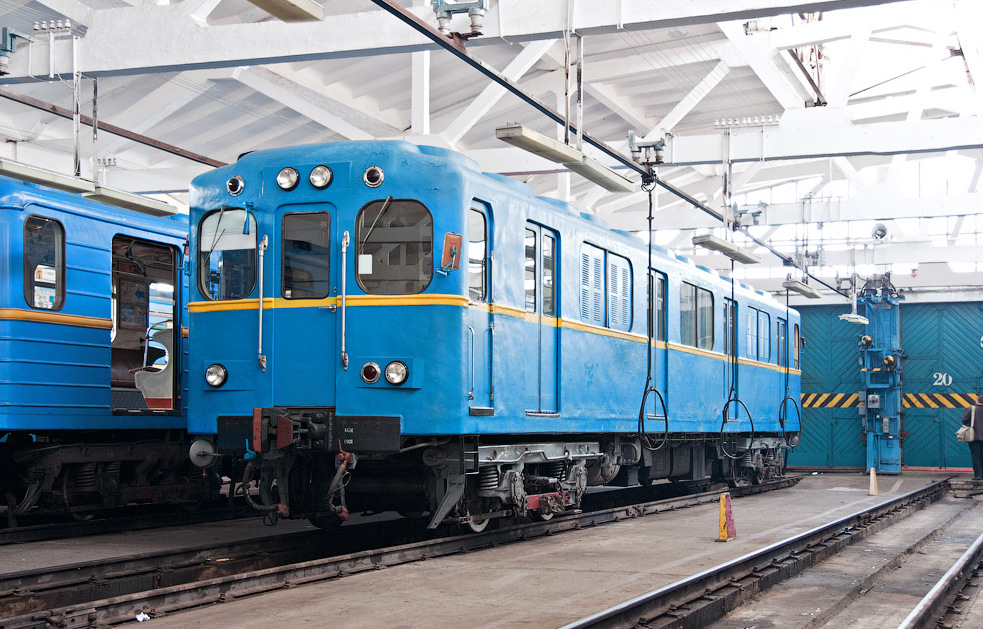
Контактно-аккумуляторный электровоз № 828 в Киеве
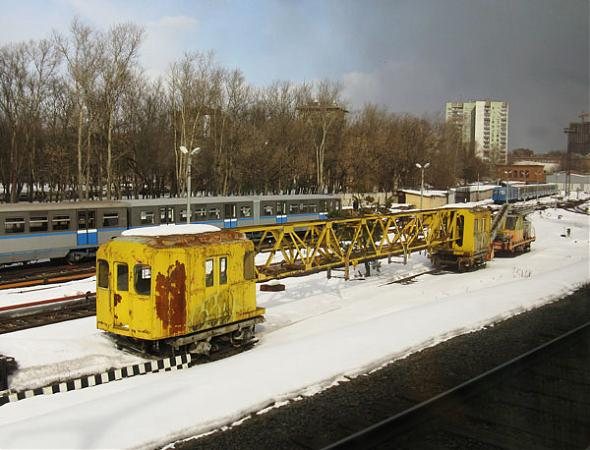
Путеукладчик УКМ-01 в Москве

## Интерьер

### Кабина машиниста

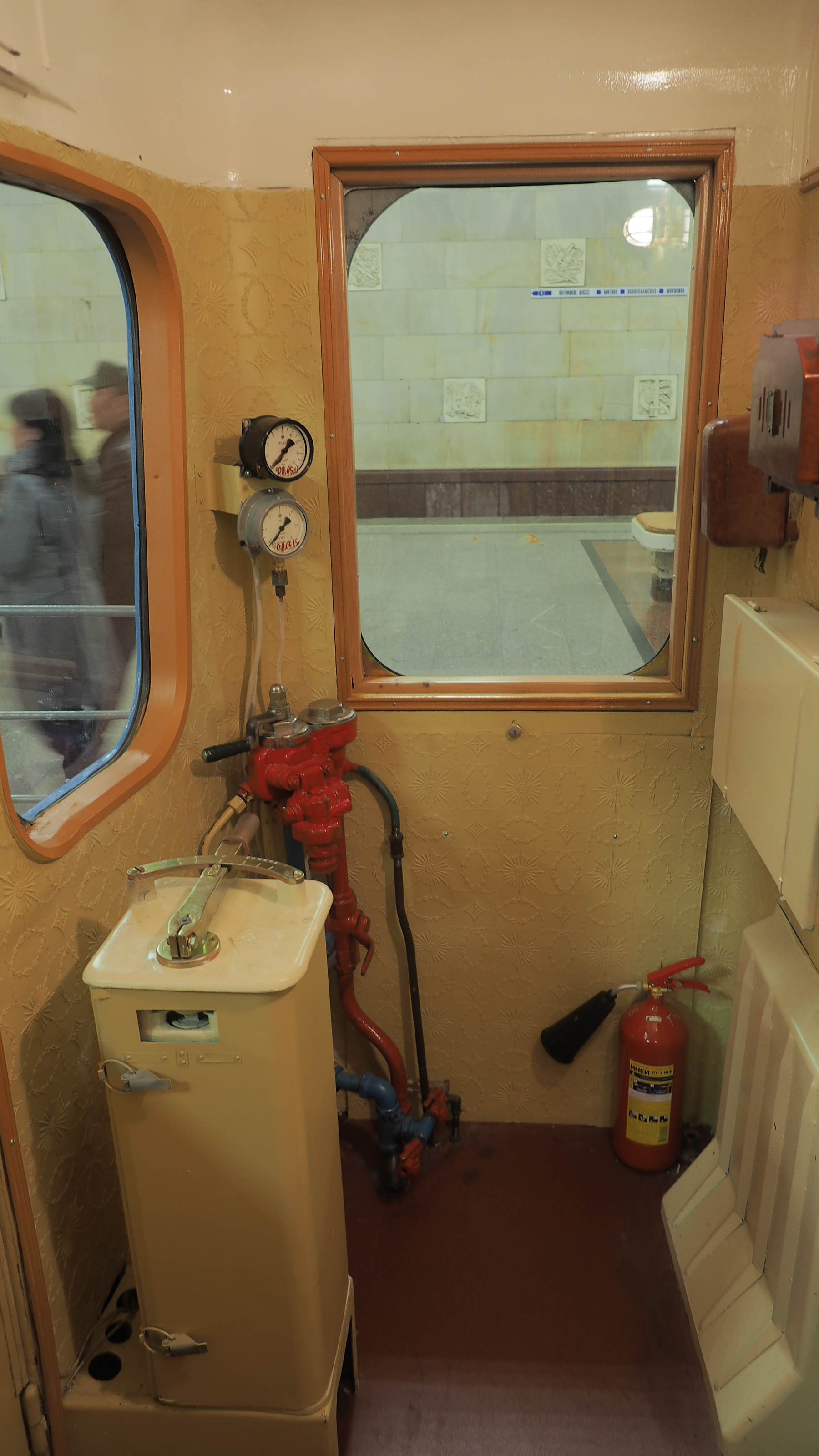
Вид сбоку
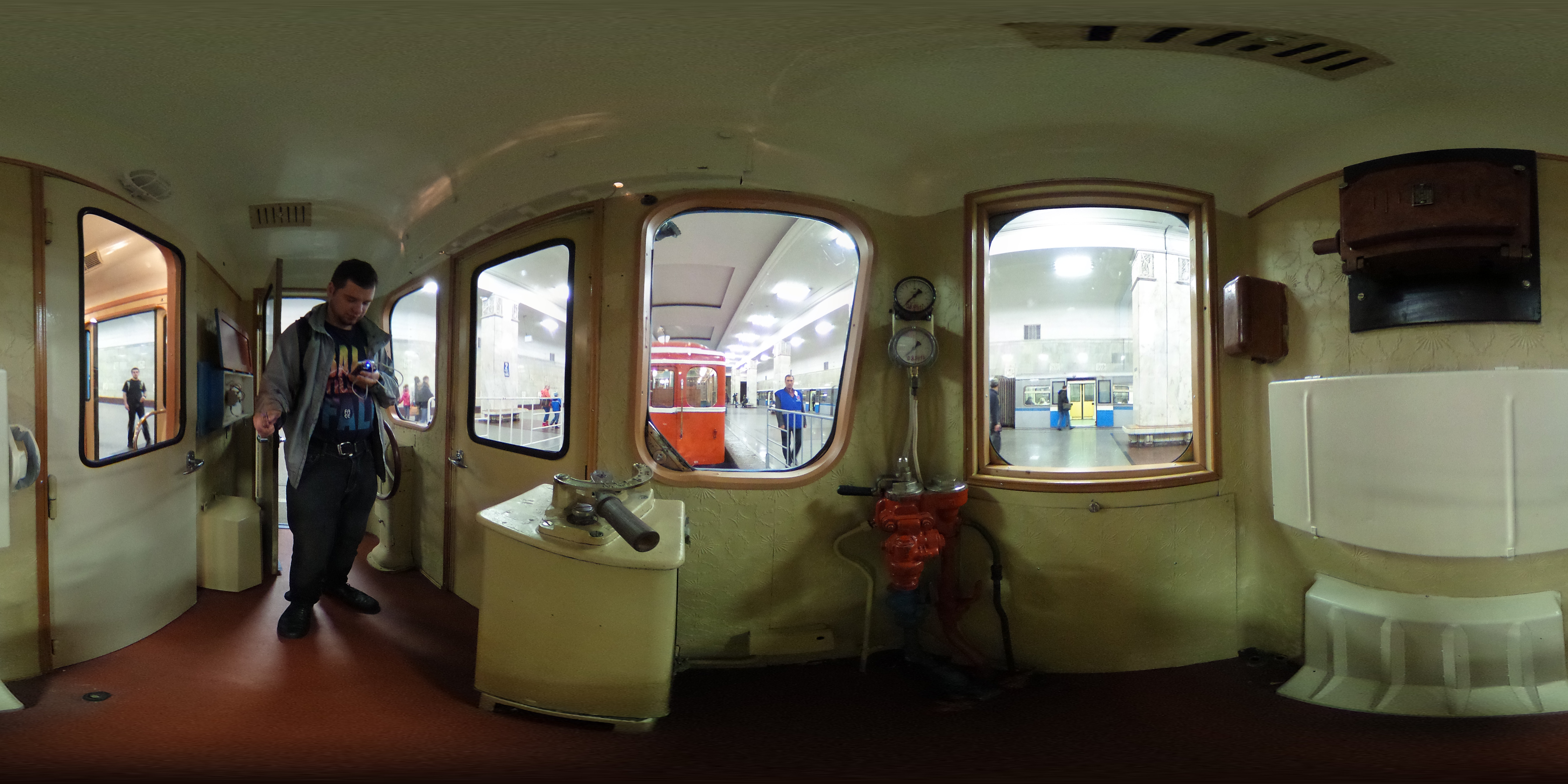
Панорамный вид
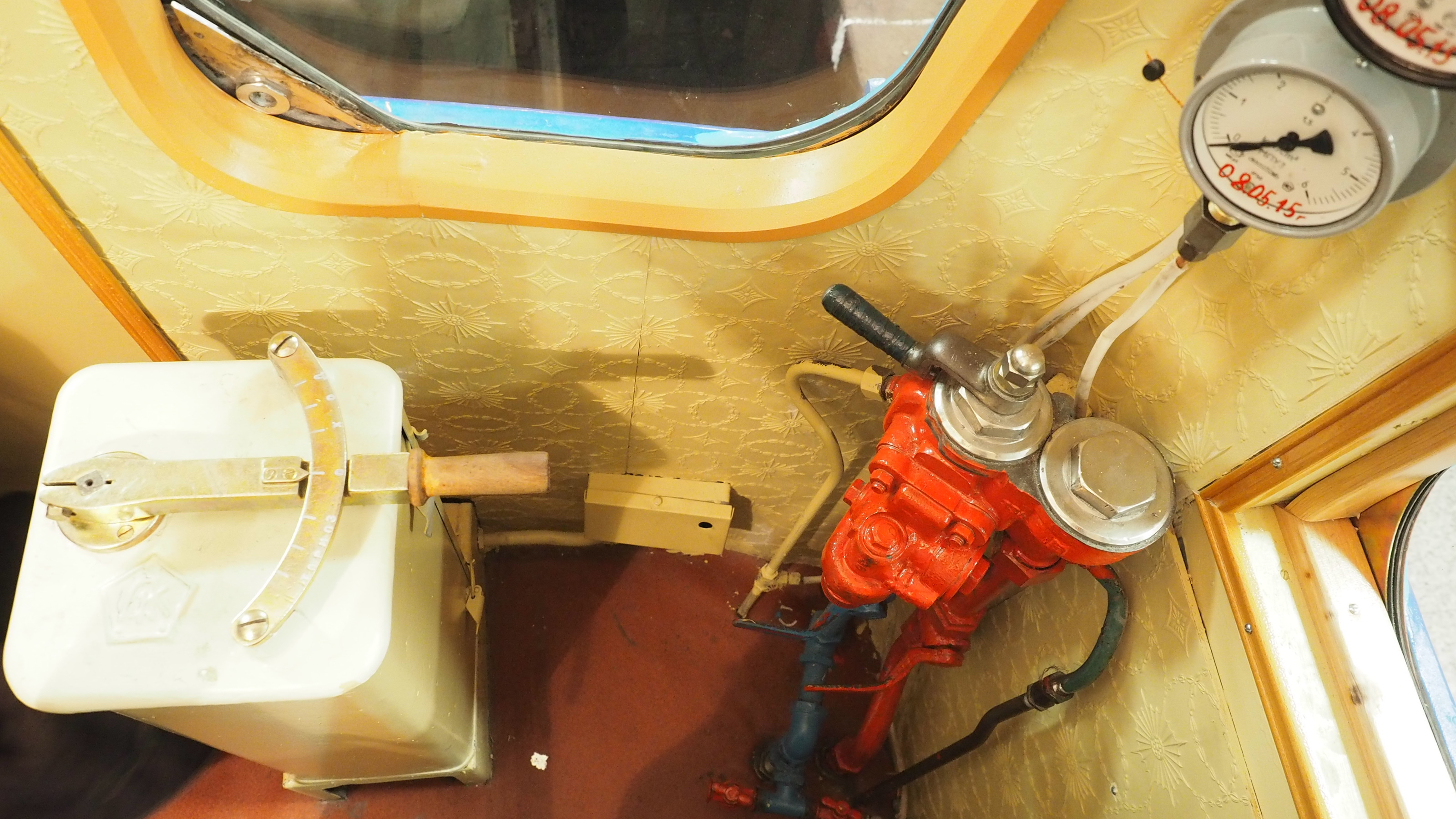
Приборы управления: контроллер (слева), тормозной кран (справа), манометры-указатели давления в тормозной магистрали

### Пассажирский салон

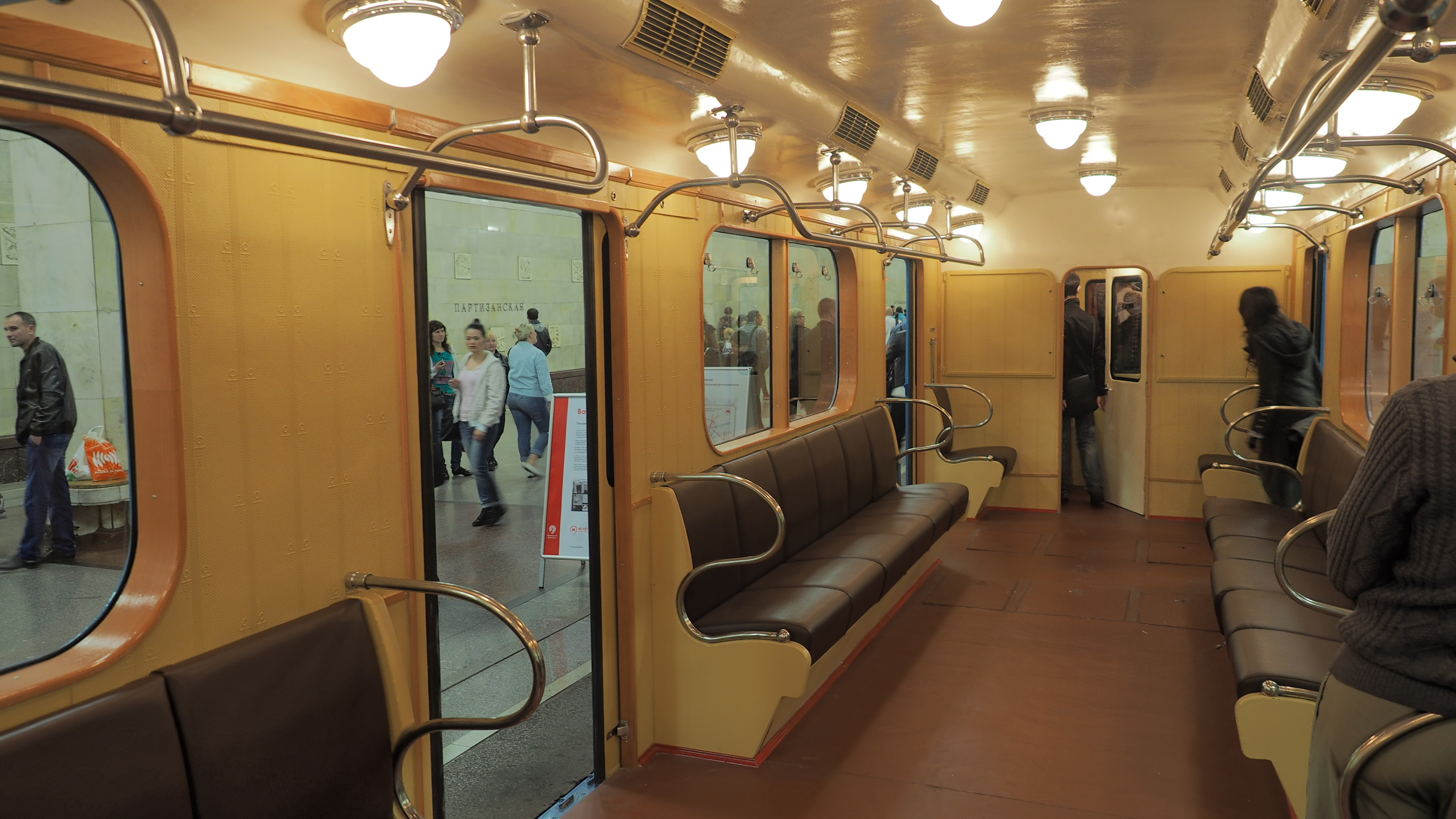
Передняя часть салона
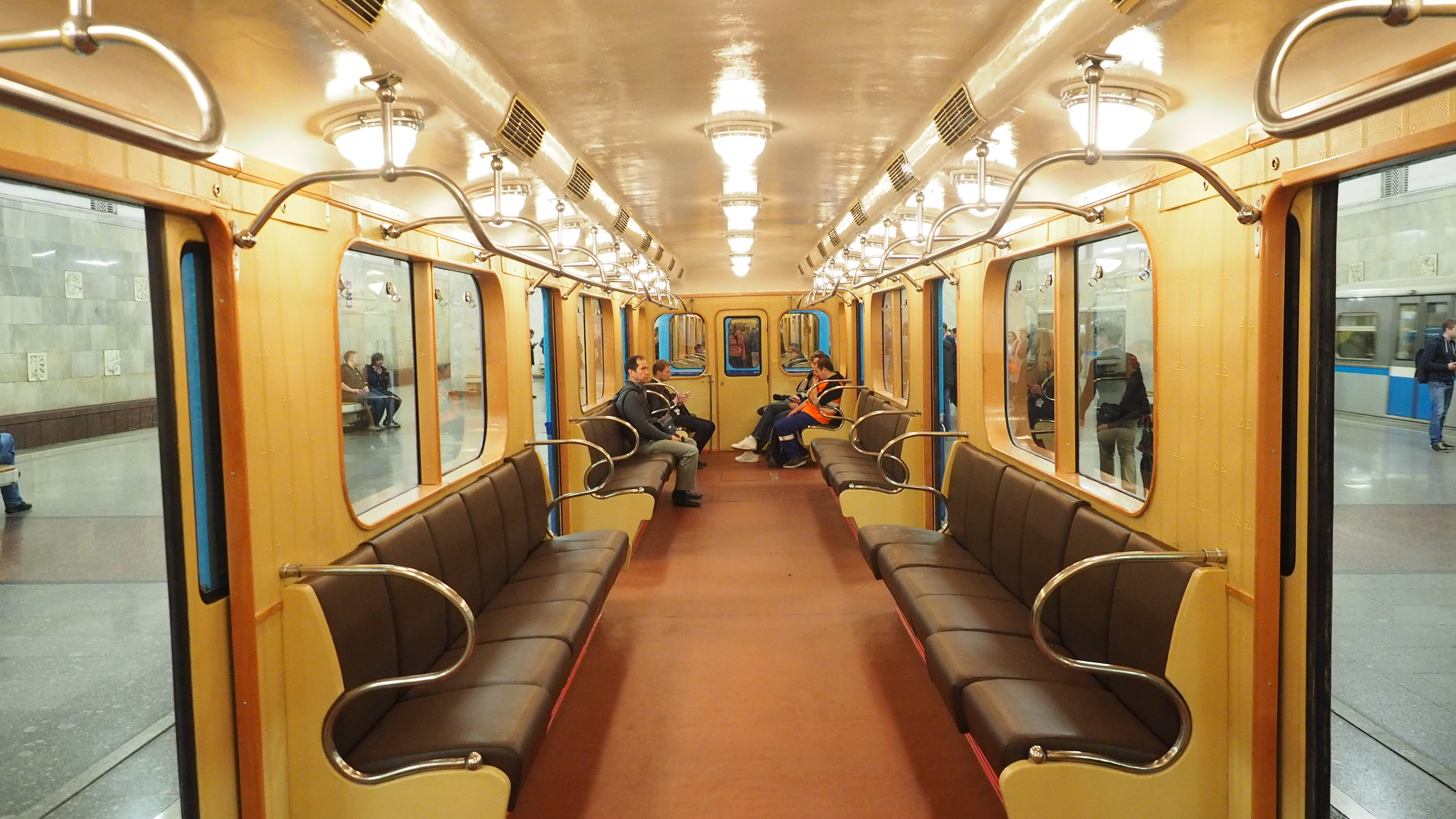
Задняя часть салона
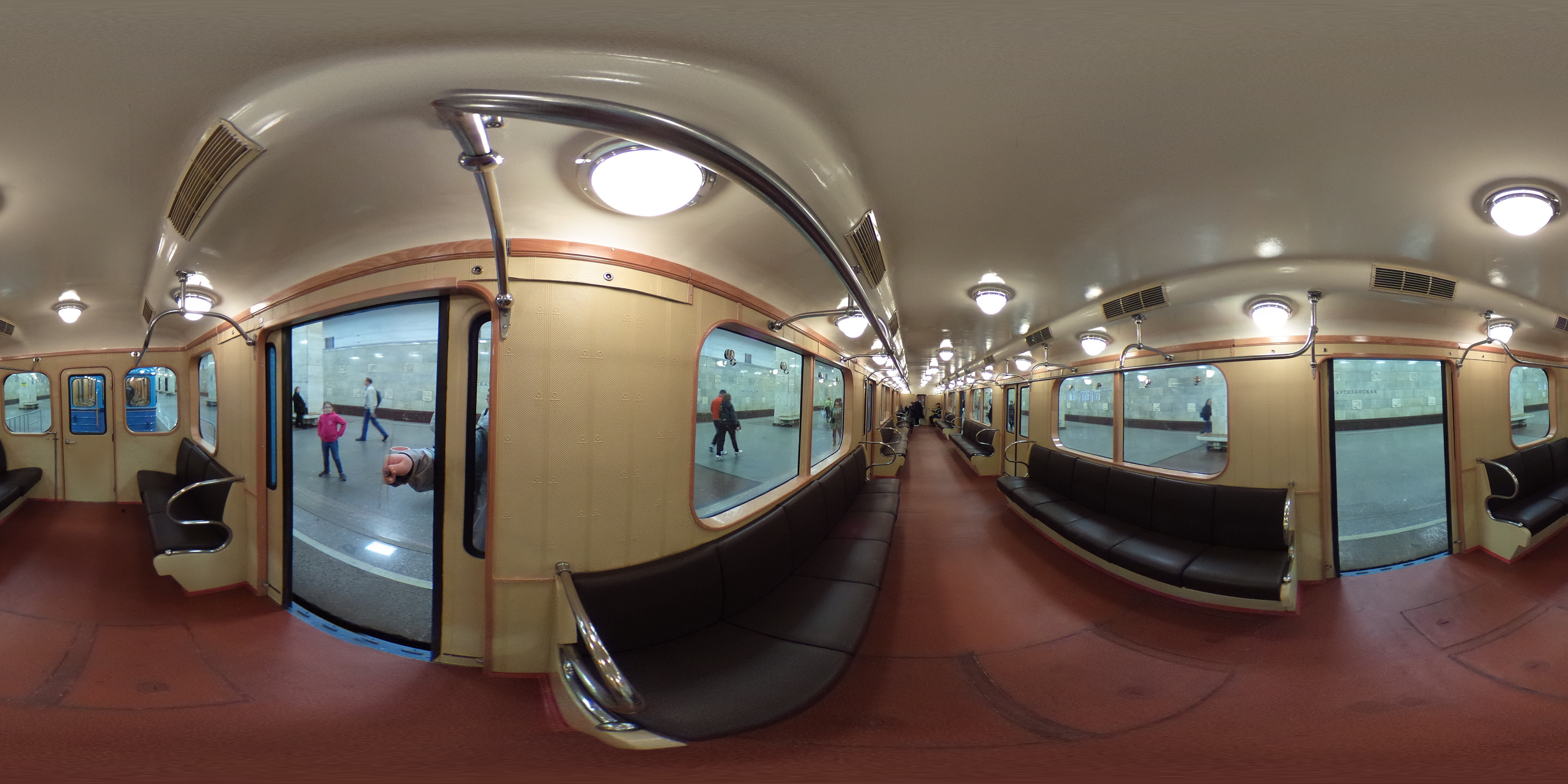
Панорамный вид салона

Салон музейного вагона типа Д № 2037. Воссоздан заново в 2015 году, при восстановлении вагона. На стенах — имитация линкруста рельефным слоистым пластиком.

### Салон путеизмерителя

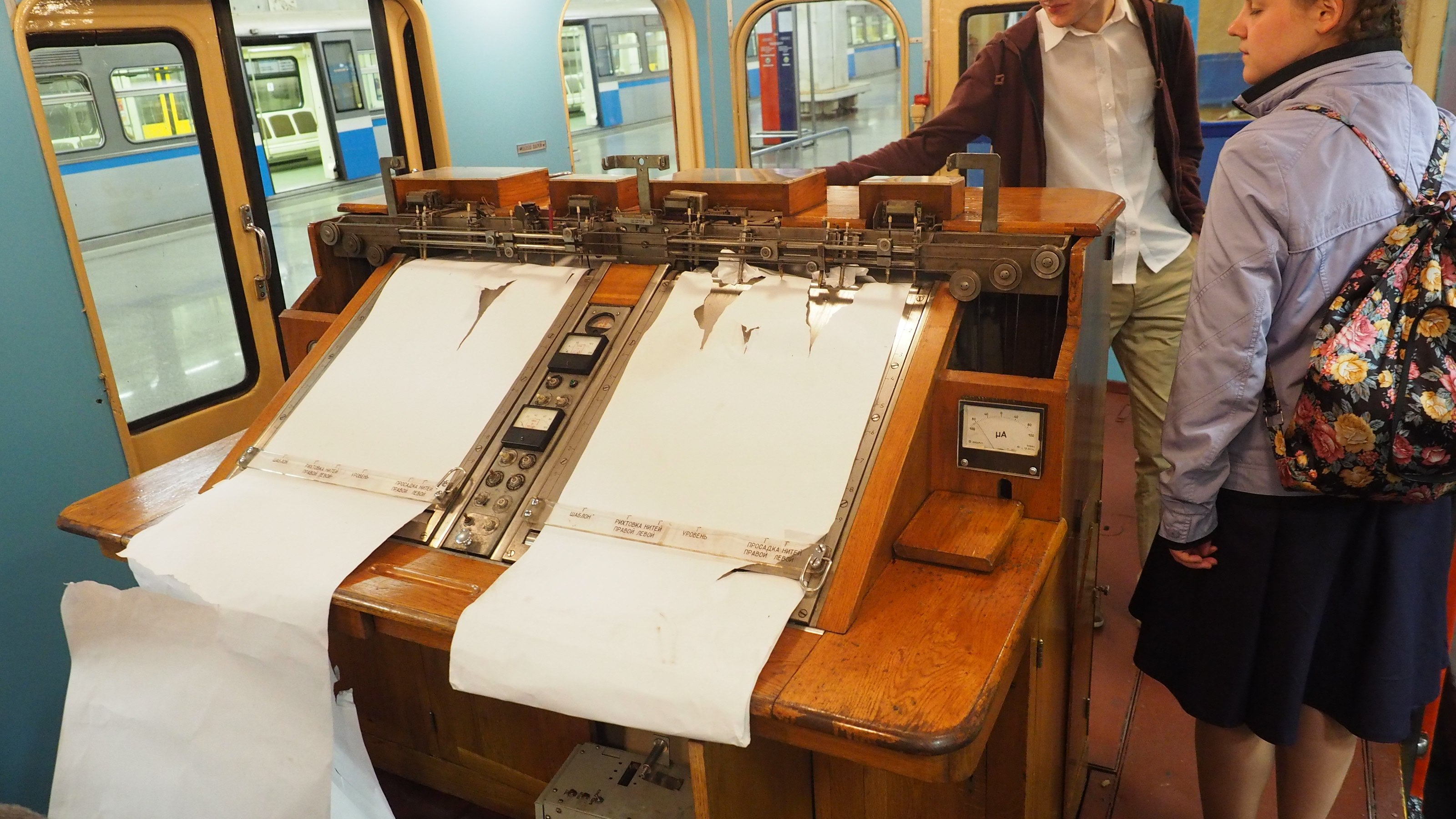
Самописец в вагоне-путеизмерителе УМ5 806
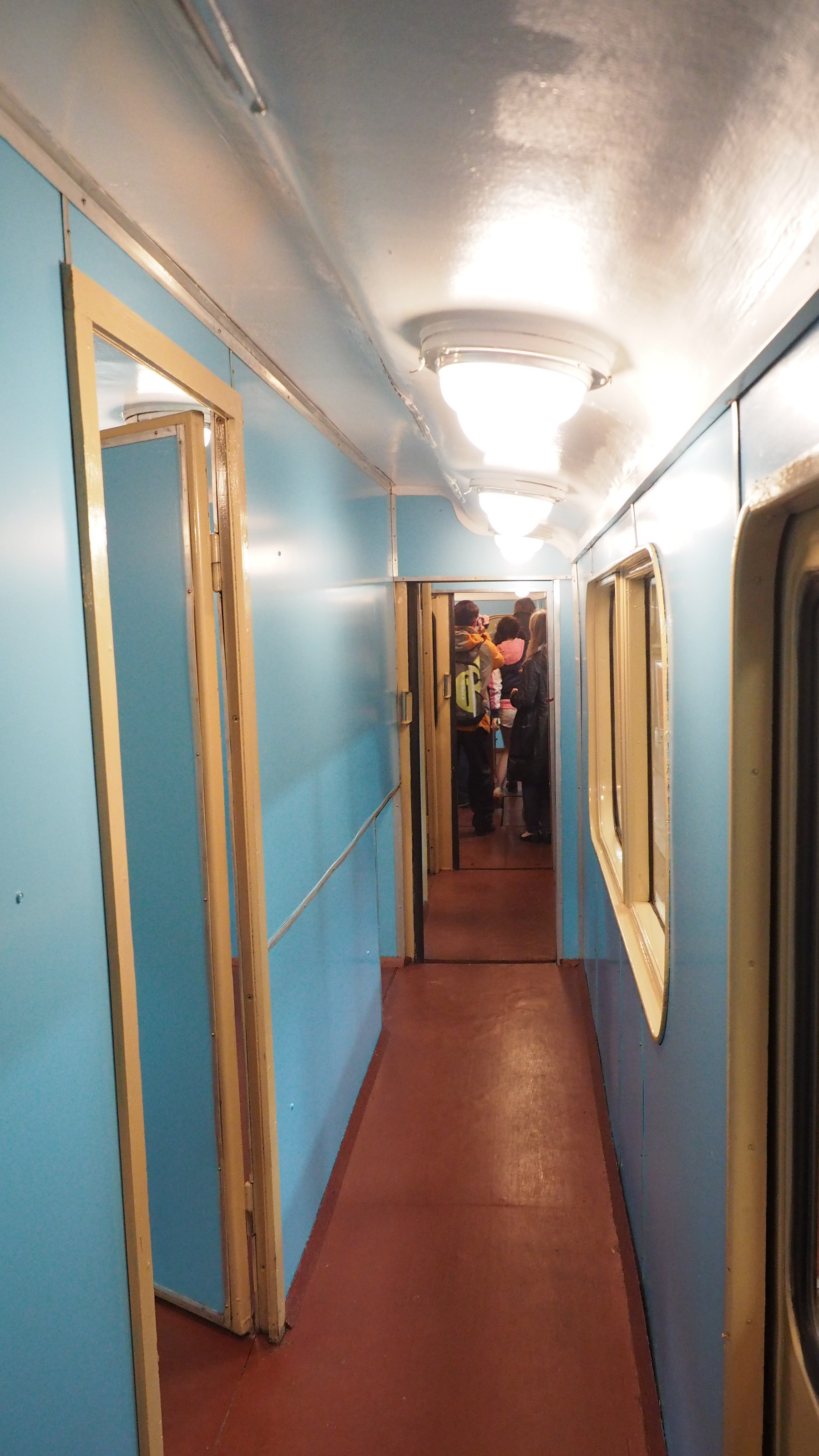
Коридор в вагоне-путеизмерителе УМ5 806
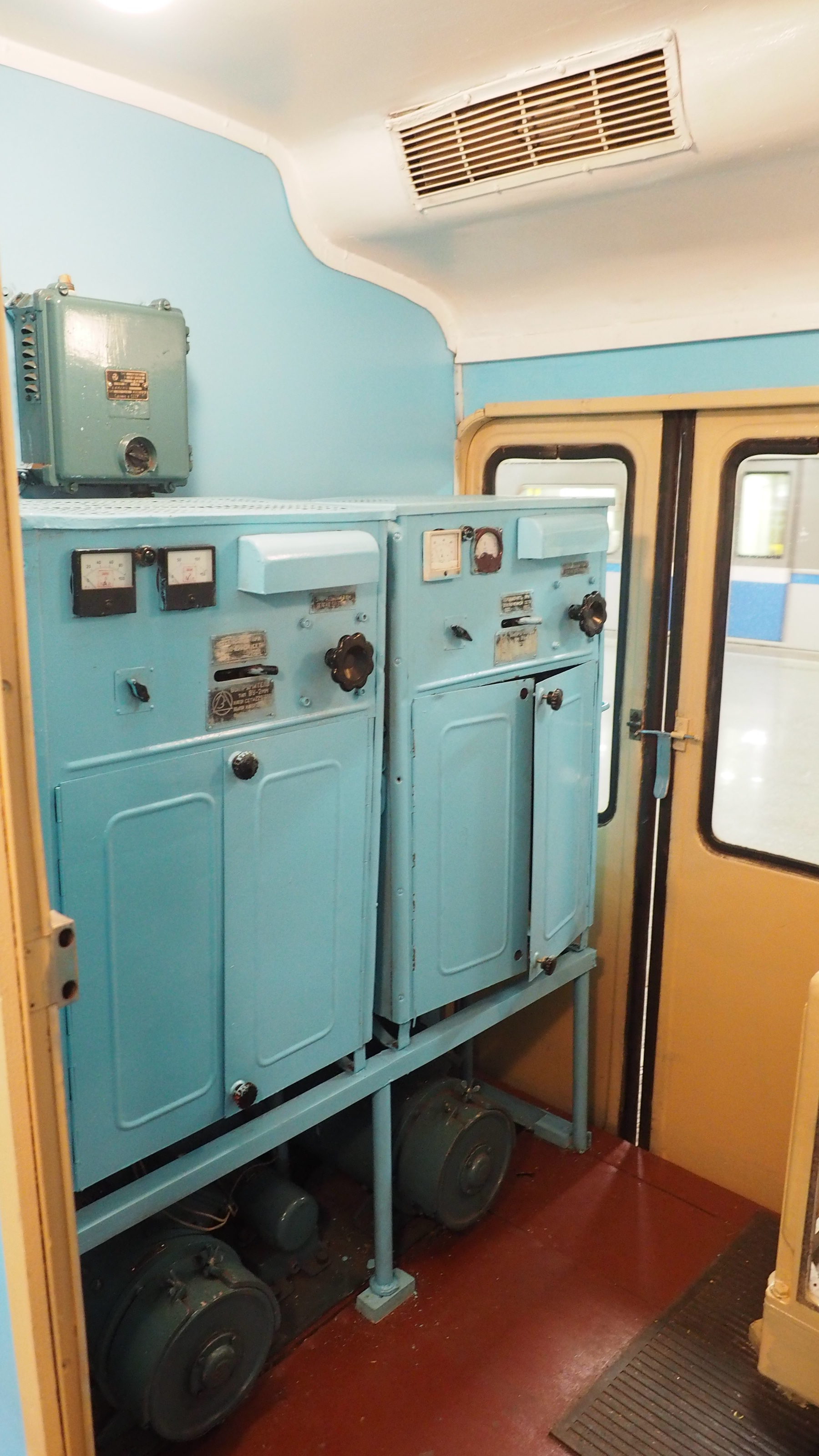
Аппаратура в вагоне-путеизмерителе УМ5 806

## Недостатки
- Шум при работе мотор-компрессора типа Э-300 не отличался от шума мотор-компрессоров предыдущих типов вагонов "Г".
- Сильная поперечная качка, вызванная применением эллиптических листовых рессор в центральном подвешивании.
- «Ускорители» с «пальцами» — применялись на трамвайных вагонах (например, «Татра-3»). А на вагонах «Д» использовались реостатные контроллеры ПКГ-758Б с кулачковыми элементами. Выражение «вагон чихает» означает срабатывание на вагоне реле перегрузки или несбор схемы. В этом отношении вагоны «Д» выгодно отличались от вагонов «Е» и последующих типов.
- Скорость движения на открытых участках линий метрополитена не ограничена (по сравнению с тоннелем). Однако при неблагоприятных погодных условиях (дождь, снег), снижающих коэффициент сцепления колёс с рельсами, машинистам приходится ограничивать ускорение и замедление состава, применяя т. н. «ручной пуск» и «байпасное торможение». И это справедливо для вагонов всех типов.
- В конце электрического торможения, при малых скоростях на вагонах «Д» срабатывал «прибор замещения», вызывающий дотормаживание состава электропневматическим тормозом (давление в ТЦ 1кГс/см2) для полной остановки. Но в связи с тем, что прибор замещения не контролировался авторежимом, давление в ТЦ не увеличивалось при загруженных вагонах, что вызывало некоторое увеличение тормозного пути в «часы пик». Этот недостаток был устранён на вагонах «Е».

## В культуре

### Кинематограф
В фильме «Точка, точка, запятая…» (1972 г.) их можно увидеть на Филёвской линии Московского метрополитена.
- Просто метро. О Московском метрополитене им. В.И.Ленина(реж. В.Стрелков (1972 г.)

С 13:30-18:50 и с 22:00 до конца показан вагон Д совместно с путевой автоматикой, централизацией, блокировкой и телемеханикой.

### В компьютерных играх
Вагон типа «Д» воссоздан в дополнении (моде) «Metrostroi Subway Simulator» к игре «Garry's Mod» в Steam, функционирует в виде аддона в Steam Workshop. Дополнение отличается от других компьютерных симуляторов поезда высокой реалистичностью.